# Основні солі
Лужні солі або осно́вні солі — це солі, які є продуктом неповної нейтралізації сильної основи і слабкої кислоти.
Замість того, щоб бути нейтральними (як деякі інші солі), лужні (основні) солі є основами, як випливає з їх назви. Що робить ці сполуки основними, так це те, що сполучена основа слабкої кислоти гідролізується з утворенням основного розчину. У карбонаті натрію, наприклад, карбонат з вугільної кислоти гідролізується з утворенням основного розчину. Однак хлорид із соляної кислоти в хлориді натрію не гідролізується, тому хлорид натрію не є основним.
Різниця між основною сіллю та лугом полягає в тому, що луг — це розчинна гідроксидна сполука лужного або лужноземельного металу. Основна сіль — це будь-яка сіль, яка гідролізується з утворенням основного розчину.
Інше визначення основної солі — це сіль, яка містить певну кількість як гідроксиду, так і інших аніонів. Прикладом є свинцеві білила. Це основний карбонат свинцю, або гідроксид карбонату свинцю.
Ці матеріали відомі своїм високим рівнем розчинення в полярних розчинниках.
Ці солі є нерозчинними і утворюються за допомогою реакцій осадження.

## Приклади
- Карбонат натрію
- Ацетат натрію
- Ціанід калію
- Сульфід натрію
- Бікарбонат натрію
- Гідроксид натрію

### Лужні солі
«Лужні солі» часто є основним компонентом лужних мийних порошків для посудомийних машин. Ці солі можуть включати:
- лужні метасилікати
- гідроксиди лужних металів
- карбонат натрію
- бікарбонат натрію

Приклади інших сильно лужних солей:
- Перкарбонат натрію
- Персилікат натрію (?)
- Метабісульфіт калію